# Joseph Lade Pawsey
Joseph Lade Pawsey (14 mai 1908 – 30 novembre 1962) est un radioastronome australien.

## Biographie
Joseph Pawsey est né à Ararat, une ville de l'ouest de l'État de Victoria, en Australie, dans une famille de fermiers. À l'âge de 14 ans, il reçoit une bourse du gouvernement pour étudier au Wesley College (Victoria) (en) de Melbourne, puis à l'Université de Melbourne. En 1929, il obtient son Baccalauréat ès Sciences de l'université, suivi d'une maîtrise de science en Philosophie de la nature en 1931.
Une bourse de recherche lui est ensuite accordée pour étudier au Sidney Sussex College de l'Université de Cambridge, où il travaille sous la direction de J. A. Ratcliffe. Il y étudie les effets de l'ionosphère sur la propagation des ondes radio et  découvre la présence d'irrégularités dans les couches de Kennely-Heaviside (Kennelly-Heaviside Layer (en)), ce qui s'est avéré essentiel pour le développement ultérieur de cette branche de la physique de l'ionosphère. En 1935, il obtient un Doctorat à l'université de Cambridge. 
Il intègre alors le groupe EMI comme  chercheur physicien jusqu'en 1939.

## Carrière
En février 1940, il retourne en Australie et rejoint le laboratoire du CSIR - Council for Scientific and Industrial Research - qui deviendra en 1949 le CSIRO - Organisation fédérale pour la recherche scientifique et industrielle, en français, à Sydney. Il y mène des recherches en radioastronomie, notamment sur la  "super-réfraction" des ondes radio dans l'atmosphère de la Terre. Il est nommé chef adjoint de la division de la radio-physique en 1952. Il y restera  jusqu'en 1962.
À la fin de la seconde guerre mondiale , il est considéré comme l'un des pionniers de cette nouvelle science qu'est la radioastronomie. Il s'intéresse alors plus particulièrement aux ondes radio provenant de la Galaxie ainsi qu' à la mesure des émissions solaires intenses. Pour étudier ce phénomène, il utilise, avec Ruby Payne-Scott et Lindsay McCready, une antenne de la Royal Australian Air Force installée  à Collaroy, au nord de la banlieue de Sydney. En plus de confirmer que le Soleil est une source de bruit radioélectrique, leurs données ont également montré que la température, dans certaines régions du Soleil, dépasse un million de degrés, soit beaucoup plus  qu'on ne le pensait à l'époque. Le physicien David Forbes Martyn a montré que la température s'élevait  à un million de degrés dans la couronne solaire. 
Au début de 1946, il tourne son attention vers les taches solaires comme sources probables des fortes fluctuations du bruit radio en provenance du Soleil. Pour le prouver, il s'aide, pour la première fois dans le monde, d'un appareil interférométrique. Ce travail a été confirmé quatre mois plus tard par les radioastronomes de l'Université de Cambridge, dirigé par Martin Ryle.
De 1952 à 1958, Pawsey  sera président de la commission radioastronomie de l'Union astronomique internationale. De 1960 à 1961, il sera président de l'antenne australienne de l'Institut de Physique. Il est nommé directeur de la National Radio Astronomy Observatory en 1962, mais il décède à Sydney d'une tumeur au cerveau avant de prendre ses nouvelles fonctions.
Un cratère lunaire (en) porte son nom. Aussi nommé d'après lui, c'est le Pawsey Supercomputing Centre (en), basé dans le Parc technologique de la banlieue de Perth Bentley.

## Prix et distinctions
- Médaille Thomas Ranken Lyle, 1953[5].
- Membre de La Royal Society, 1954[6].
- Médaille et conférence Matthew Flinders, 1957[7].
- Médaille Hughes de la Société Royale , 1960.
- Docteur ès sciences honoraire de l'Université nationale australienne, 1961.
- La médaille Pawsey (en) de l'Académie des sciences australienne, décernée depuis 1967, commémore ses contributions à la science en Australie.
- La Conférence Commémorative Pawsey est donnée chaque année par un chercheur de renom.